# 레이철 매도 쇼
《레이첼 매도 쇼》(영어: The Rachel Maddow Show)는 2008년 9월에 신설된 미국 MSNBC의 평일 종합 시사 보도 프로그램으로, 미국 동부 시간으로 저녁 9시부터 10시까지 방송한다. 미국 진보진영의 기수로서 에어 아메리카 라디오에서 동명의 라디오 프로그램을 진행했던 시사평론가 레이첼 매도 앵커가 진행하며, 현재 젊은층과 진보적 열성 시청자들의 성원에 힘입어 미국내 시청률 3위(MSNBC 내에서는 카운트다운 위드 키스 올버먼에 이어 2위)를 기록하고 있다.

## 프로그램의 기원과 현재
이 프로그램의 첫 번째 게스트이자, 현재 MSNBC내 최고의 인기를 구가 중인 키스 올버맨앵커와 그의 방송 애청자들이, MSNBC 사측에 카운트다운의 명성을 이어갈 '새로운 프로그램'의 창설 필요성을 주장하면서, 진보적 포털(블로그 연합) 데일리 코스(Daily Kos)를 중심으로 쌓인 4만여 건이 넘는 요청이 경영진에게 받아들여져, 그동안 카운트다운의 보조 진행자 역할을 성실히 수행해온 올버맨의 동료 정치평론가 레이첼 매도의 진행으로, 2008년 미국 대통령 선거에서 민주, 공화 양당의 전당대회가 끝나는 9월 둘째 주의 첫 월요일인 8일에 첫 번째 방송을 시작했다.

### 시청률
2008년 9월 8일의 첫 방송에서는 1,543,000명(25세부터 54세까지 연령층으로부터는 483,000명)의 시청자들을 끌어들였다. 그 이후, 9월 16일에는 오랜 기간 동안 동시간대 보도 프로그램 시청률 1위를 고수해오던 래리 킹 라이브(Larry King Live)를 제치고 1위(1,801,000명, 25-54세에서는 534,000명)를 차지하였으며, 12월 28일에도 여전히 동시간대 선두(평일 모든 시간대에서는 전체 3위) 자리를 굳건히 유지하고 있다.

## 구성
기본적인 진행순서는 대체로 다음과 같으며, 비중이 큰 소식이나 속보(Breaking News)가 발생한 날에는 달라질 수 있다.
- Ms. Information: '아주 작은'(Holy Mackerel)소식들로서 미국의 주류 언론들이 크게 다루지는 않았으나, 진행자가 판단하기에 시청자들에게 반드시 보도해야할 필요가 있는 소식들을 보도(예: 2008년 그리스 반정부 시위, 2008년 캐나다 정치혼란 등)한다.
- It's Pat!: 진행자 매도가 (방송상에서)'오빠'인 정치평론가 팻 뷰캐넌(전 공화당 대통령 경선후보)과 함께 특정 사안을 놓고 평론하는 꼭지(코너)이다.
- Talk Me Down: 진행자가 직접 사회적 논쟁이 큰 사안에 대해 분석, 평가한다.
- Rachel Re:: 이 프로그램 직전에 방송하는 카운트다운의 올버맨의 특별 논평과 마찬가지로, 진행자가 사회적으로 격론을 벌이는 사안에 대해 직접 논평한다.
- Just Enough: 그날의 사회(대중 문화)적으로 재미와 흥미를 주는 사안들을 희극인 겸 평론가 켄트 존스가 전한다.
- Lame Duck Watch: 진행자 매도가, 미국의 제43대 조지 W. 부시정권의 마지막 임기말에 벌어진 소식들을 "누군가는 반드시 전해야(Because somebody has to do it)"는 멘트와 함께 진행한다.

## 보조 진행자
- 애리애나 허핑턴(허핑턴포스트 닷컴 대표) - 2008년 11월 17일
- 앨리슨 스튜어트(MSNBC Live 앵커) - 2008년 11월 18일과 19일

- 앤드리아 미첼(MSNBC 앤드리아 미첼 리포트) - 2009년 4월 2일